# Sötétlábú fakógomba
A sötétlábú fakógomba (Hebeloma mesophaeum) a harmatgombafélék családjába tartozó, erdőkben, parkokban sokszor csoportosan növő, mérgező gombafaj. 

## Megjelenése
A sötétlábú fakógomba kalapjának átmérője 2–6 cm, alakja fiatalon félgömb alakú, később domborúvá terül ki; közepe sokszor kissé púpos. Felülete kissé ragadós. Széle sokáig behajló, rajta fehéres fátyolfoszlányokkal. Közepe csokoládébarna vagy vörösesbarna, a széle felé kifakul, világosbarna, okkeres vagy bőrszínű. Húsa fehéres, kissé retekszagú, keserű ízű.
Sűrűn álló, tönkhöz nőtt lemezei fiatalon fakók, krémszínűek, idősen halványbarnává sötétednek. Spórapora barna. Spórája ellipszis alakú, finoman szemölcsös felszínű, 8-10 x 5-6 mikrométeres. 
Tönkje 4–10 cm magas és 0,6-1,5 cm vastag. Alakja hengeres, sokszor kissé elgörbül. Színe fehéres, alsó részén barnás, töve feketésbarna. Felülete szálas, a csúcsa felé deres, korpás.

### Hasonló fajok
A szintén nem ehető rózsáslemezű fakógombával (H. collariatum) téveszthető össze, amelynek lemezei rózsaszínes árnyalatúak. Hasonlíthat hozzá a nem ehető fakó tőkegomba, gyapjaslábú fülőke, esetleg az ehető tavaszi rétgomba.

## Elterjedése és élőhelye
Európában és Észak-Amerikában honos. Magyarországon gyakori. Savanyú talajú lomb- és fenyőerdőkben, parkokban található általában csoportosan, sokszor seregesen. Májustól szeptemberig terem.
Feltehetőleg rokonaihoz hasonlóan mérgező.

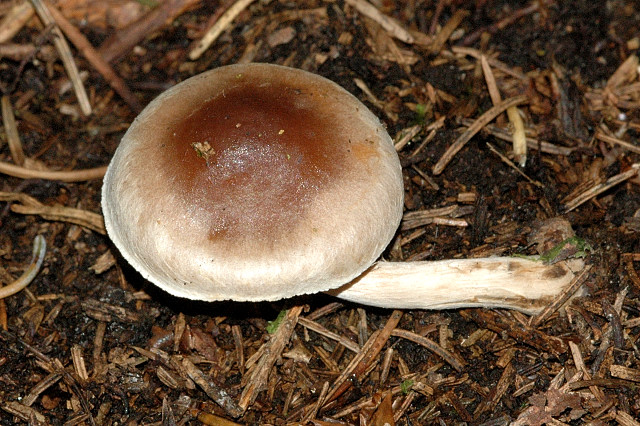
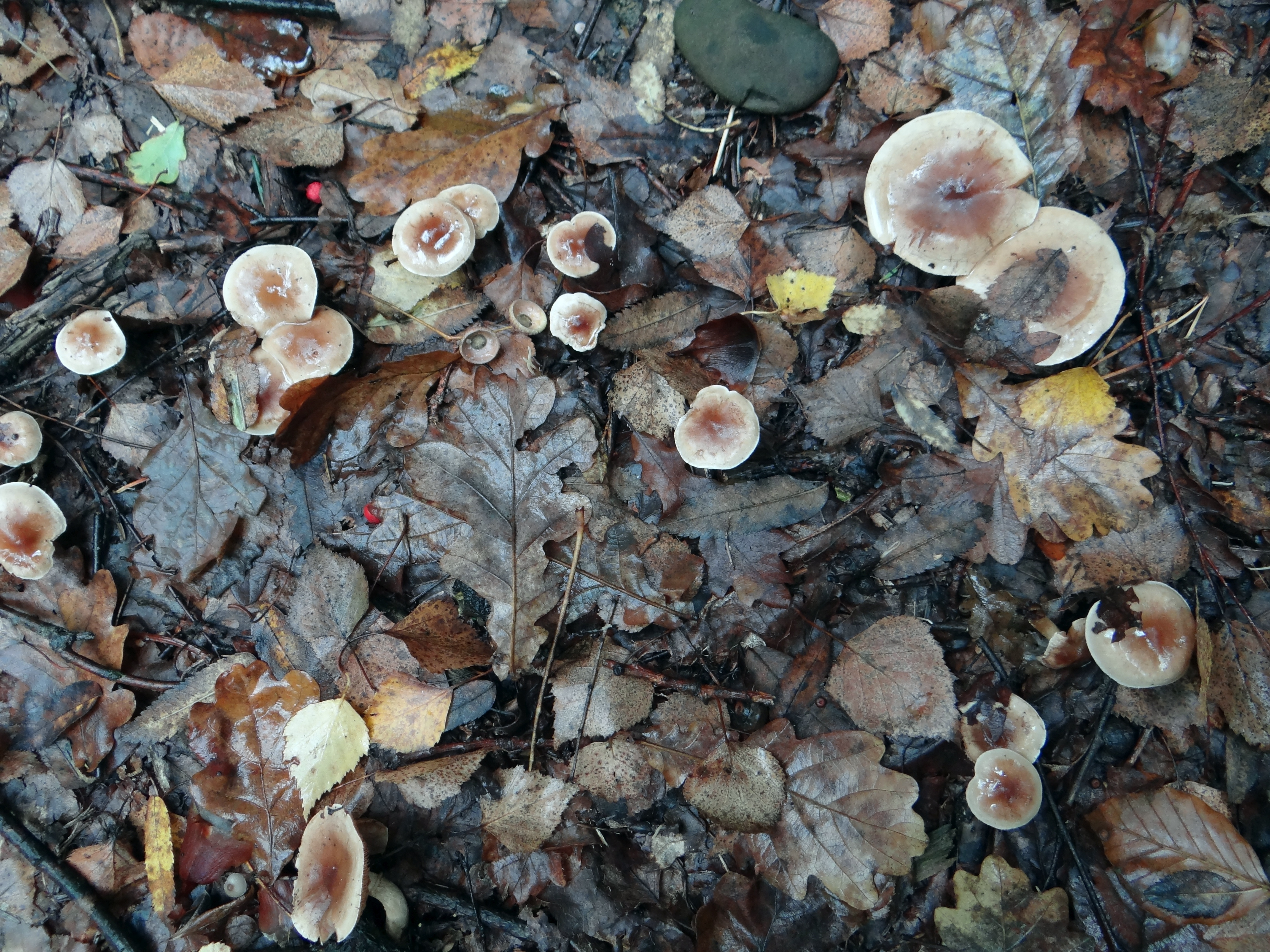
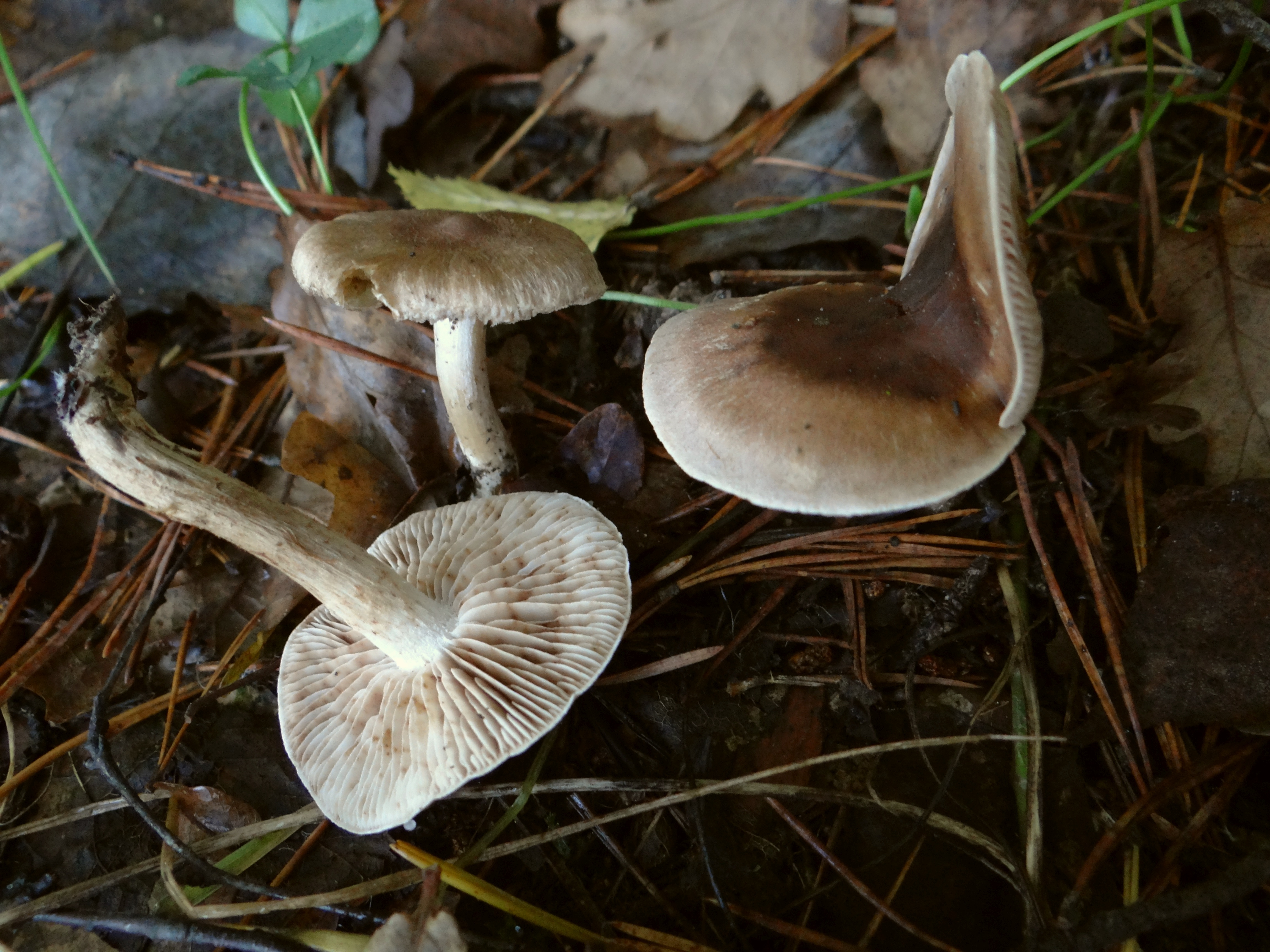
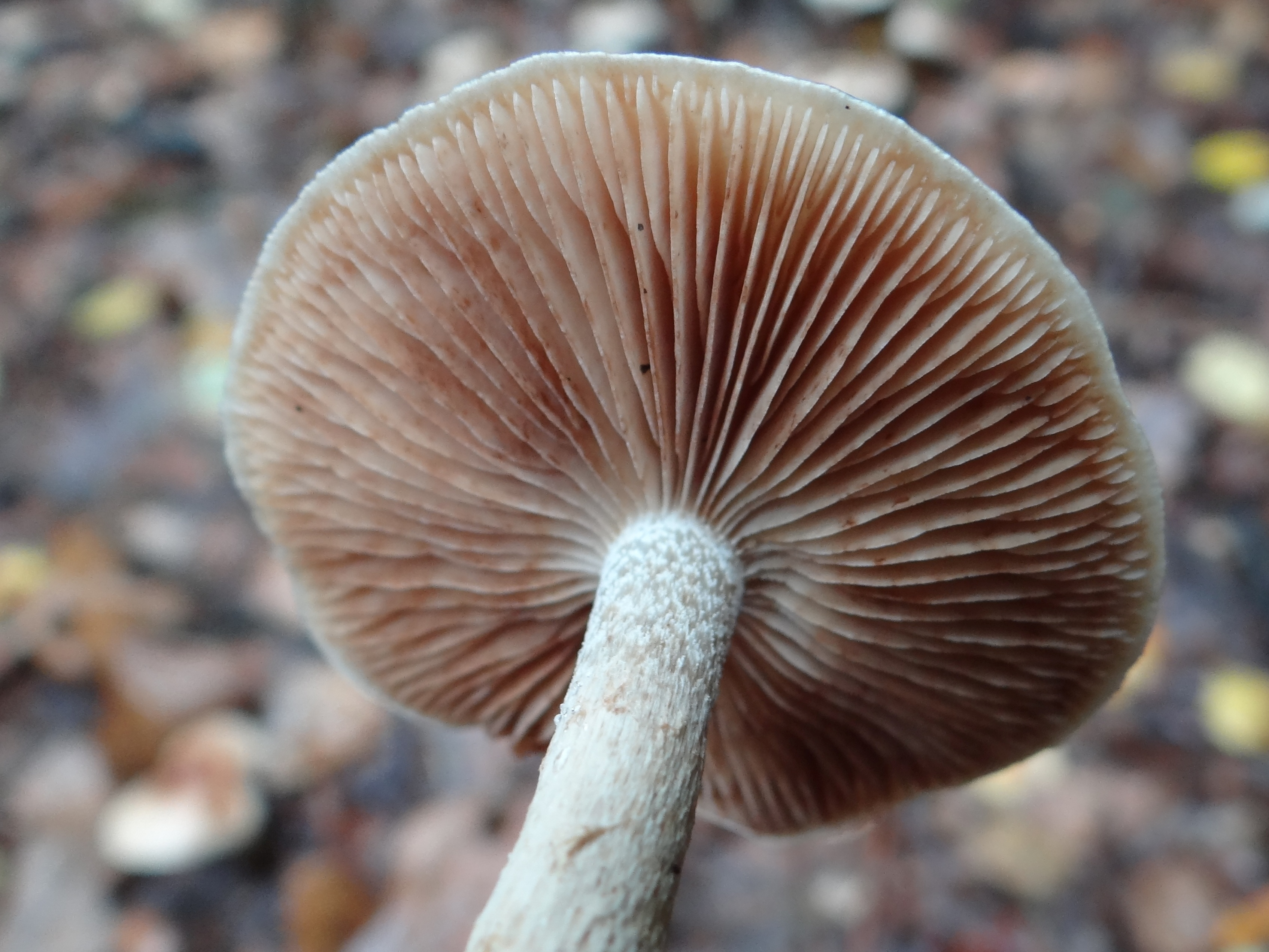